# Sint Pieterspolder (Biervliet)
De Sint Pieterspolder is een polder tussen IJzendijke en Hoofdplaat, behorende tot de Polders rond Biervliet, in de Nederlandse provincie Zeeland. 
De polder werd ingedijkt in 1699 en vormde het westelijk deel van de schorren waaruit reeds eerder de Helenapolder werd gevormd. De polder beslaat 309 ha.
De polder wordt begrensd door de Sint Pietersdijk, de Hoofdplaatse Weg en de Driewegenweg. Op de zuidwestpunt van de polder ligt Schorersgraf. De gemeentegrens tussen Sluis en Terneuzen loopt door het oostelijk deel van de polder.